# Stevens Mason

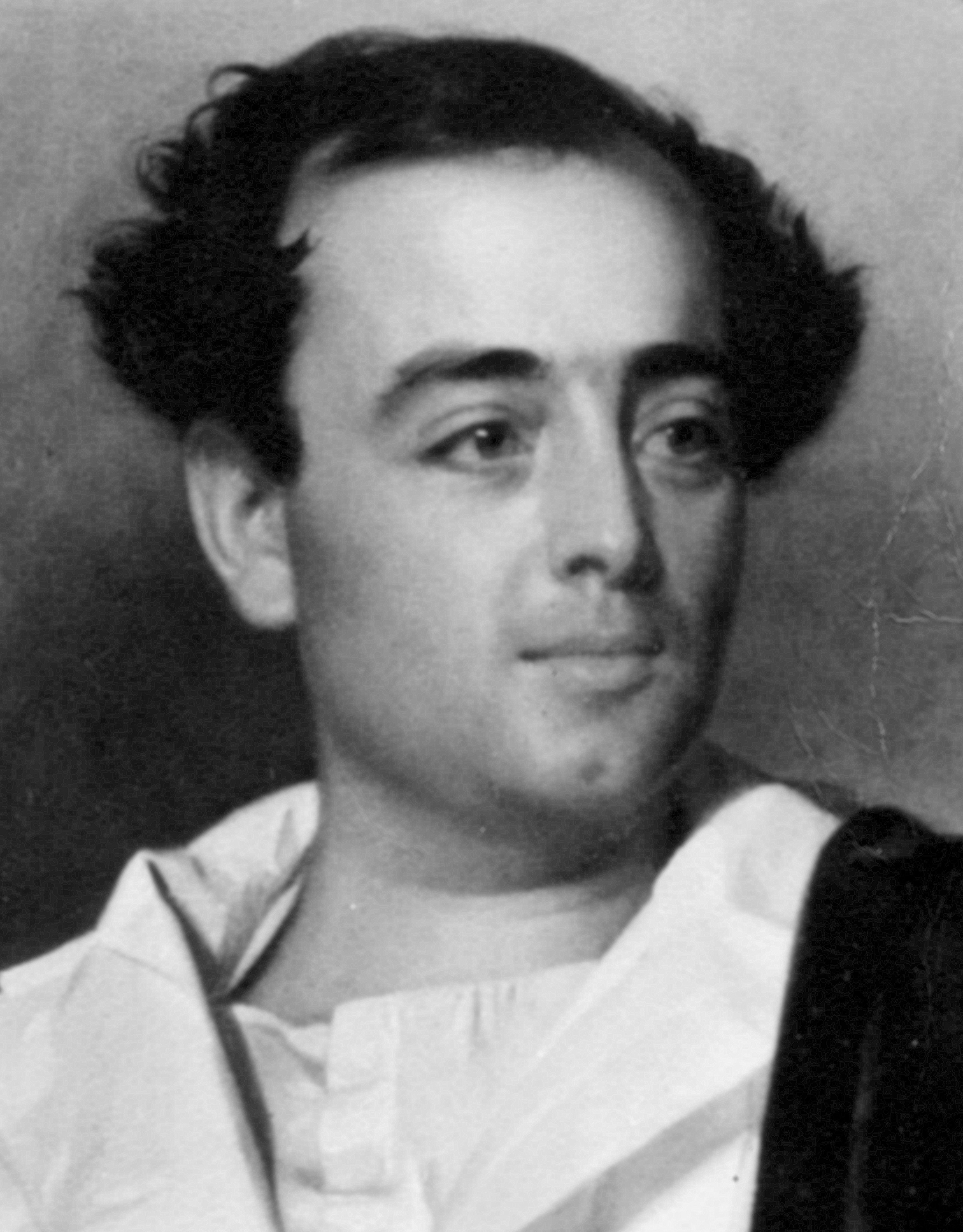
Stevens Mason

Stevens Thomson Mason (* 27. Oktober 1811 in Leesburg, Virginia; † 4. Januar 1843 in New York City) war ein US-amerikanischer Politiker und von 1835 bis 1840 der erste Gouverneur des Bundesstaates Michigan.

## Herkunft
Stevens Mason entstammte einer prominenten Politikerfamilie aus Virginia. Seine Vorfahren waren Richter, US-Senatoren und Abgeordnete in verschiedenen Landesparlamenten gewesen. Andere angeheiratete Verwandte wurden in das US-Repräsentantenhaus gewählt oder waren Territorialgouverneure in verschiedenen US-Territorien.

## Frühe Jahre
Stevens Mason kam bereits als Kleinkind im Jahr 1812 mit seinem Vater nach Kentucky. Dort wollte sich der Vater eine eigene Existenz aufbauen. Seine Geschäfte gingen aber eher schlecht und in den 1820er Jahren war die Familie finanziell fast ruiniert. Stevens besuchte in dieser Zeit in Kentucky die Grundschulen und dann die Transylvania University. Er verließ diese Universität aber vorzeitig, ohne einen Abschluss gemacht zu haben.

## Politischer Aufstieg
Aufgrund der guten politischen Beziehungen seiner Familie wurde Masons Vater im Jahr 1830 von Präsident Andrew Jackson zum Staatssekretär im Michigan-Territorium ernannt. Stevens Mason, der politisch begabter war als sein Vater, hat ihn trotz seiner Jugend bei der Ausübung dieses Amtes unterstützt. Im Jahr 1831 entsandte Präsident Jackson den Vater auf eine Sondermission nach Mexiko. Die dadurch freigewordene Stelle des Staatssekretärs vergab er an dessen Sohn, obwohl dieser damals erst 19 Jahre alt und noch nicht einmal wahlberechtigt war. Durch die oftmalige Abwesenheit des eigentlichen Territorialgouverneurs George Bryan Porter musste ihn Mason oft vertreten und amtierte praktisch die meiste Zeit bis 1835 als Territorialgouverneur. Aufgrund seiner Jugend erhielt er damals den Spitznamen „The Boy Governor“.
Während dieser Zeit forcierte Mason die Aufnahme des Territoriums als Bundesstaat in die Vereinigten Staaten. Zur Untermauerung seiner Position wurde 1834 eine Volksabstimmung durchgeführt, bei der über 60.000 der 86.000 Wahlberechtigten für den Beitritt stimmten. In Michigan begann man zeitgleich mit der Ausarbeitung einer Landesverfassung, die im Oktober 1835 von den Wählern ratifiziert wurde. Der Beitritt konnte aber noch nicht vollzogen werden, weil ein Grenzkonflikt mit dem Nachbarstaat Ohio noch nicht gelöst war. Dabei ging es um ein Gebiet, das als „Toledo Strip“ bekannt wurde und das beide Staaten beanspruchten. Der Konflikt spitzte sich um 1834 und 1835 zu und es drohte sogar ein Bürgerkrieg. Die Angelegenheit ging unter dem Namen Toledo-Krieg in die amerikanische Geschichte ein. Eine von Präsident Jackson einberufene Vermittlungskommission hatte zunächst auch keinen Erfolg. Aufgrund seiner unnachgiebigen Haltung in dieser Angelegenheit wurde Stevens Mason von Jackson seines Amtes enthoben und durch John S. Horner ersetzt.

## Gouverneur von Michigan
Inzwischen hatten in Michigan nach der Verabschiedung der Bundesstaatsverfassung die ersten Gouverneurswahlen stattgefunden, bei denen Mason in dieses Amt gewählt worden war. Diese Wahl war noch im Jahr 1835 erfolgt und wurde von der Bundesregierung in Washington nicht anerkannt, weil Michigan noch nicht in die Union aufgenommen worden war. Am 14. Dezember 1836 stimmte eine eigens einberufene Versammlung einem vom Kongress vorgeschlagenen Kompromiss in der Toledo-Frage zu. Demnach sollte das umstrittene Gebiet an Ohio fallen, Michigan sollte aber mit zwei Dritteln der Halbinsel im Nordwesten des Landes entschädigt werden. Damit war der Grenzkonflikt gelöst und der Weg zur Aufnahme in die Union frei. Am 26. Januar 1837 unterschrieb Präsident Jackson die Beitrittsurkunde.
Stevens Masons wurde durch eine erneute Wahl als Gouverneur bestätigt. Er blieb nach einer erneuten Wahl im Jahr 1837 bis zum 7. Januar 1840 in seinem Amt. Bereits seit 1835 hatte er begonnen, die Infrastruktur des Landes aufzubauen. Damals wurden gleich drei Eisenbahnlinien und zwei neue Kanäle geplant. Auch ein Bildungssystem wurde aufgebaut und ein Standort für die spätere University of Michigan wurde bestimmt. Die im Jahr 1837 ausgebrochene landesweite Wirtschaftskrise hinterließ auch in Michigan ihre Spuren. Sowohl die mit dem Kanalbau beauftragten Firmen, als auch die zur finanziellen Absicherung bereitstehenden Banken mussten Konkurs anmelden. Mason versuchte mit dem Verkauf von Staatsanleihen im Wert von 5 Millionen Dollar die Lage zu verbessern. Auch dieser Versuch scheiterte. Angesichts der Krise und zunehmender Kritik an der Haushaltslage entschloss sich Mason im Jahr 1839, nicht wieder für als Gouverneur zu kandidieren. Daher schied er im Januar 1840 aus diesem Amt aus.

## Weiterer Lebenslauf
Masons Nachfolger im Amt des Gouverneurs, William Woodbridge, ein alter politischer Rivale des ersten Gouverneurs von Michigan, beschuldigte diesen der Korruption und machte ihn für die schlechte Lage der Staatsfinanzen verantwortlich. Mason verteidigte sich, aber sein Ruf blieb beschädigt. Im Jahr 1841 verließ Stevens Mason Michigan und begab sich nach New York City, wo sein reicher Schwiegervater Thaddeus Phelps wohnte. Dort versuchte er eine Anwaltskanzlei aufzubauen. Im Winter 1842 bekam er eine Lungenentzündung, an der er im Januar 1843 verstarb. Er wurde zunächst in New York beigesetzt, seine sterblichen Überreste wurden im Jahr 1905 nach Detroit überführt und dort erneut bestattet. Stevens Mason war seit dem 1. November 1838 mit Julia Elizabeth Phelps verheiratet, mit der er drei Kinder hatte.